# Gidderbaha
Gidderbaha là một thành phố và là nơi đặt hội đồng đô thị (municipal council) của quận Muktsar thuộc bang Punjab, Ấn Độ.

## Nhân khẩu
Theo điều tra dân số năm 2001 của Ấn Độ, Gidderbaha có dân số 36.593 người. Phái nam chiếm 53% tổng số dân và phái nữ chiếm 47%. Gidderbaha có tỷ lệ 63% biết đọc biết viết, cao hơn tỷ lệ trung bình toàn quốc là 59,5%: tỷ lệ cho phái nam là 68%, và tỷ lệ cho phái nữ là 56%. Tại Gidderbaha, 12% dân số nhỏ hơn 6 tuổi.